# Lijst van abten van Sint-Truiden
De abten van Sint-Truiden zijn de abten, die vanaf het midden van de zevende eeuw tot aan het einde van het ancien régime de leiding hadden over de Abdij van Sint-Truiden en haar bezittingen in Sint-Truiden en omgeving.
De Abdij van Sint-Truiden werd gesticht in ca. 650 in het gebied Zerkingen (thans deel uitmakend van de Belgisch-Limburgse stad Sint-Truiden). Hoewel de abdij in het bisdom Luik lag, hadden de bisschoppen van Metz vanaf het begin zeggenschap over het klooster, met name over de materiële aspecten. De bisschop van Metz bezat het benoemingsrecht van de Sint-Truiense abten; de bisschop van Luik het wijdingsrecht. De abdij werd in 1796 opgeheven en grotendeels verwoest; enkele abdijgebouwen zijn nog intact en deels te bezichtigen.
Over de eerste abten is behalve een overgeleverde lijst met namen vrijwel niets bekend, noch over de datering noch over de ambtsduur. De volgorde van namen van Grimo tot en met Rodegang is slechts die van de overgeleverde lijst.
| Afbeelding                                                               | Naam                                                   | Periode       | Opmerkingen |
| ------------------------------------------------------------------------ | ------------------------------------------------------ | ------------- | --- |
|                                                                          | Trudo                                                  | ca. 650 - 693 | Geboren rond 630. Stichter van de abdij die naar hem vernoemd is. Niet duidelijk is of hij abt was; waarschijnlijk niet. Volgens een 14e-eeuwse bron werd de abdij tot 727 bestuurd door proost Lotharius. |
|                                                                          | Grimo                                                  | 727-749       | De eerste van 15 abten over wie vrijwel niets bekend is. Vanaf 733 (of 737?) verbleef de heilige Eucherius van Orléans, de door Karel Martel verbannen bisschop van Orléans, in de abdij. Onder Grimo en Eucherius beleefde de abdij een bloeiperiode. |
|                                                                          | Reyramnus                                              | 749-759       | |
|                                                                          | Hardebenus                                             | 759-762       | |
|                                                                          | Columbanus                                             | 762-780       | |
|                                                                          | Ingelram                                               | 780-799       | |
|                                                                          | Ambrosius                                              | 799-819       | |
|                                                                          | Giselbert                                              | 819-845       | |
|                                                                          | Drogo van Metz                                         | 845-856       | Bastaardzoon van Karel de Grote, in 823 bisschop van Metz, in 834 aartsbisschop. Volgens een 14e-eeuwse kroniekschrijver van de Gesta Abbatum Trudonensium volgde hij Giselbert rond 834 op als abt van Sint-Truiden. |
|                                                                          | Adelbold                                               | 856-863       | |
|                                                                          | Hildradus                                              | 863-867       | |
|                                                                          | Sabbatinus                                             | 867-871       | |
|                                                                          | Ermemmar                                               | 871-880       | |
|                                                                          | Radulf                                                 | 880-903       | |
|                                                                          | Lodewijk                                               | 903-911       | |
|                                                                          | Ratbert                                                | 911-917       | |
|                                                                          | Rodegang                                               | 917-920       | |
|                                                                          | Imizo                                                  | 920-939       | 16e abt. Abt in de periode dat de abdij door de Noormannen verwoest werd. Nadien was de abdij vele jaren onbewoonbaar. |
|                                                                          | Reinier                                                | 939-944       | 17e abt. Afkomstig uit een welgestelde Haspengouwse familie. |
|                                                                          | Adalbero I van Metz                                    | 944-964       | 18e abt. Bisschop van Metz. Wellicht ook abt van Sint-Truiden. In 947 wijdde hij de nieuwe abdijkerk. Overleden op 26 april 962. |
|                                                                          | Thietfried, of Theudefried                             | 964-994       | 19e abt. Overleden 14 januari 994 |
|                                                                          | Herenfried                                             | 994-999       | 20e abt. Overleden 5 november 999 |
|                                                                          | Adelardus I                                            | 999 - 1034    | 21e abt. Afkomstig uit het Waalse taalgebied. Tijdens zijn abbatiaat heerste er gebrek in de abdij. Door bisschop Diederik II van Metz in de ban gedaan en vastgehouden in Metz. Op voorspraak van de bisschop van Luik weer abt van Sint-Truiden. |
|                                                                          | Guntram                                                | 1034 - 1055   | 22e abt. Geboren in de Haspengouw. In de Gesta beschreven als een bevallige jongeman, groot van gestalte en begiftigd met een mooie zangstem. Verbleef enige tijd te Stavelot en Hersfeld. Herstelde de kloostertucht in Sint-Truiden naar het voorbeeld van Hersfeld. Gaf opdracht tot de bouw van de huidige westtoren. |
|                                                                          | Adelardus II                                           | 1055 - 1082   | 23e abt. Geboren nabij Leuven. Tijdens zijn abbatiaat nam het aantal bedevaarten naar het graf van Sint-Trudo zeer toe door een groot aantal wonderen. Adelardus II verkreeg de bescherming en financiële steun van de invloedrijke bisschop Adalbero III van Metz. Bouwheer van de romaanse abdijkerk, de Onze-Lieve-Vrouwekerk en de Sint-Gangulfuskerk in Sint-Truiden en een aantal andere kerken te Aalburg, Wijchmaal, Peer, Schaffen, Webbekom, Donk, Staaien, Meer, Bevingen, Oreye en Jemeppe-sur-Meuse. Nadat Adalbero III van Metz in 1072 opgevolgd was door Herman van Metz, keerde het tij en kreeg de abdij zware heffingen opgelegd. |
|                                                                          | Gerardus                                               | 1083          | 24e abt. Was proost van de abdij van Sint-Truiden. Door de kloostergemeenschap tot abt gekozen te midden van groot tumult. Keuze verworpen door de bisschoppen van Luik en Metz, waarna een externe kandidaat (Lanzo) werd aangesteld en een groot aantal monniken werden verbannen. Gerardus bleef in de daarop volgende jaren van rampspoed in het klooster en stierf er in 1093, waarna hij bij de abten werd bijgezet. |
|                                                                          | Lanzo                                                  | 1083 - 1085   | 25e abt. Afkomstig van het klooster Saint-Vincent te Metz. Aangesteld tot abt door de bisschoppen van Luik en Metz. Haalde monniken uit Metz naar Sint-Truiden om het vrijwel leegstaande klooster te versterken. In 1085 brandde de bijna voltooide kerk van Adelardus II af. Afgezet door keizer Hendrik IV en vervangen door Luipo. |
|                                                                          | Luipo                                                  | 1085          | 26e abt. Hij was een van de in 1083 verbannen monniken, afkomstig uit een adellijke familie te Leuven. Wist gebruik te maken van de strijd tussen paus en keizer, om ten slotte door Hendrik IV tot abt van Sint-Truiden aangesteld te worden, ter vervanging van Lanzo. Bisschop Hendrik I van Luik ëxcommuniceerde Luipo en zijn medestanders en sloeg in juli 1085 het beleg op tegen de opstandelingen, die de westtoren hadden omgebouwd tot een versterkte burcht. In de bloedige strijd die daarop volgde, lieten velen het leven en werden onder andere de abdij en de Onze-Lieve-Vrouwekerk volledig verwoest. |
|                                                                          | Lanzo                                                  | 1086          | Keerde in februari 1086 naar Sint-Truiden terug, waar hij echter grote tegenstand ondervond omdat men hem schuldig achtte aan alle rampspoed die stad en klooster getroffen hadden. Lanzo besloot daarop op bedevaart naar Jeruzalem te gaan, eigende zich daartoe kloosterbezit toe en deed te Luik afstand van het abbatiaat. |
|                                                                          | Herman I, bijgenaamd Herman de Oude Kale               | 1086 - 1091   | 27e abt. Kocht met de opbrengst van zijn erfgoed in Horpmaal het abbatiaat van Sint-Truiden van bisschop Bruno van Metz. Deze laatste verkocht ook diverse abdijbezittingen, die later slechts met grote moeite terugverworven konden worden. Herman genoot weinig achting van zowel de bisschoppen als zijn medebroeders. Werd in 1091 afgezet en vervangen door Luipo. Herman bleef in het klooster, ziek en ontgoocheld. |
|                                                                          | Luipo                                                  | 1091 - 1093   | Werd opnieuw abt op uitnodiging van enkele ontevreden monniken en graaf Hendrik III van Leuven en betaalde voor zijn wijding een grote som geld aan bisschop Otbertus van Luik. Hielp het klooster in materiële zin er weer enigszins bovenop, maar geestelijk herstel bleef uit. Stierf na een drinkgelag. |
|                                                                          | Herman II                                              | 1093 - 1099   | 28e abt. Neef van Herman I. Wist door omkoping en steun van Godfried van Bouillon en Hendrik I van Limburg het abbatiaat te verwerven. |
|                                                                          | Diederik van Sint-Truiden, ook Theodericus Trudonensis | 1099-1107     | 29e abt. Was ca. 1085 vanuit de abdij van Sint-Truiden uitgeweken naar de Sint-Pietersabdij in Gent. Sprak Nederlands en Frans, was goed opgeleid en sprak met een welluidende stem. Op 30 januari te Aken door keizer Hendrik IV benoemd en op 7 maart te Luik door bisschop Otbertus gewijd. Slaagde erin koor en crypte te herbouwen en de kloostertucht te herstellen. Op 1 maart 1107 werd de Regel van Cluny ingevoerd. Diederik overleed op 25 april 1107. |
|                                                                          | Rodulfus II                                            | 1108 - 1138   | 30e abt. Na het overlijden van Diederik, probeerde Herman II, hoewel door de bisschop van Luik geëxcommuniceerd, zich weer in te werken in de abdij, maar in december 1107 besliste een grote vergadering van `kerkelijke prelaten, in aanwezigheid van de keizer, te Luik dat Herman afstand moest doen van zijn claim. Op 30 januari werd in het refugiehuis van de abdij te Luik Rodulfus gekozen tot abt van Sint-Truiden. Hij was geboren te Moustier aan de Samber en opgevoed te Luik. Na een korte periode in de abdij van Burtscheid, belandde hij in Sint-Truiden. Hij is de eerste schrijver van de kroniek van de abten van Sint-Truiden (Gesta abbattum trudonensium, 628-1138). Van hem zijn ook diverse brieven bewaard, die een beeld geven van het leven in de abdij. Hij stierf of 6 maart 1138. |
|                                                                          | Folcard                                                | 1138 - 1145   | 31e abt. Was aanvankelijk proost. Op latere leeftijd tot abt gekozen. Vernieuwde de kloostergebouwen, onder andere de slaapzalen. Conflicten met de Truiense bierbrouwers over cijnzen. Overleden op 10 mei 1145. |
|                                                                          | Gerardus van Duras                                     | 1145 - 1155   | 32e abt. Zoon van Giselbert, graaf van Duras, en broer van Otto II van Duras, voogd van de abdij. Periode van vrede en rust voor de abdij. Deed in 1155 afstand, vertrok als gewoon monnik naar de Sint-Pietersabdij te Gent, werd daarna overste van een klein klooster te Bertrée, keerde daarna terug naar Sint-Truiden en overleed aldaar in 1174. |
| Graftegel abt Wiricus                                                    | Wiricus, ook Wiric van Staepel                         | 1155 - 1180   | 33e abt. Was aanvankelijk proost en bibliothecaris en werd in aanwezigheid van de vorige abt Gerardus gekozen tot abt. Op 22 september 1156 verwoestte een grote brand grote delen van kerk en klooster. Herstelde de kerk en het klooster en was tevens de bouwheer van het romaanse grafmonument van Sint-Trudo. In 1160 vergezelde hij bisschop Hendrik van Leyen van Luik naar Italië, waar hij paus Alexander III ontmoette, die hem met eerbewijzen overlaadde. Een jaar later ontmoette hij de paus opnieuw, ditmaal in Laon. Hij overleed op 11 december 1180. |
|                                                                          | Nicolaas                                               | 1180 - 1193   | 34e abt. Tijdens zijn bewind wordt Sint-Truiden belegerd door de hertog van Leuven. Afgetreden in verband met ziekte. |
|                                                                          | Christiaan van Staepel                                 | 1193 - 1222   | 35e abt. Neef van abt Wiricus. Overleden 17 september 1222. |
|                                                                          | Johannes I, ook Jan van Xanten                         | 1222 - 1228.  | 36e abt. Voorheen decaan van het domkapittel te Aken. Deelnemer Vijfde Kruistocht. Overleden 22 september 1228. |
|                                                                          | Libertus                                               | 1229 - 1232   | 37e abt. Verhuisde in 1231 het Sint-Catharinaklooster van Sint-Truiden naar Nonnenmielen bij Metsteren. Deed op 6 mei 1232 te Hoei afstand. |
|                                                                          | Johannes II                                            | 1232 - 1239   | 38e abt. Voorheen abt van Saint-Laurent te Luik. Trad op 1 februari 1239 af als abt van beide abdijen, trad vervolgens in bij de Cisterciënzerabdij van Val-Saint-Lambert en overleed aldaar binnen een jaar. |
|                                                                          | Thomas                                                 | 1239 - 1248   | 39e abt. Voorheen plebaan van de Onze-Lieve-Vrouwekerk. Brengt het hospitaal over naar de Stapelstraat. Overleden op 29 oktober 1248. |
|                                                                          | Willem I, ook Willem van Rijckel                       | 1248 - 1272   | 40e abt. Aanvankelijk kanunnik aan het domkapittel te Aken en secretaris van Rooms-koning Willem II van Holland. Vermindert het aantal monniken tot 30, verhoogt de prebenden, verkoopt wijngaarden aan de Moezel en delgt de schuldenlast van de abdij. Stichter Sint-Agnesbegijnhof. Overleden 27 februari 1272. |
|                                                                          | Hendrik van Waelbeke                                   | 1272 - 1277   | 41e abt. Uit een voorname familie afkomstig. Deed in 1277 afstand. |
|                                                                          | Willem II, ook Willem van Affligem                     | 1277 - 1297   | 42e abt. Geboren als bastaard. Trad in het klooster te Affligem en ontwikkelde zich als letterkundige. Zijn uitverkiezing tot abt wekte aanvankelijk veel verzet, maar door zijn vroomheid werd hij ten slotte toch geaccepteerd. Overleden 14 april 1297. |
|                                                                          | Adam van Ordingen                                      | 1297 - 1330   | 43e abt. Voorheen koster. Conflict met architect over de toren. Geschil met Truiense burgers over eigen bestuur. Vrede van Nieuwenhoven. Moest uiteindelijk toch vluchten. Overleden 6 augustus 1330. |
|                                                                          | Amelius Mascherel van Schoonvorst                      | 1330 - 1350   | 44e abt. Herbouwde het kasteel van Nieuwenhoven. Liet torenspits oprichten. Overleden 20 februari 1350, na 15 jaar verlamd op bed te hebben gelegen. |
|                                                                          | Robert van Craenwick                                   | 1350 - 1366   | 45e abt. Op 24 februari 1350 tot abt gekozen. Aartsbisschop Willem van Gennep verzette zich, omdat hij zijn broer benoemd wilde zien. Op 3 juni bekrachtigde paus Clemens VI echter de keuze van de Truiense monniken. Ondervond veel tegenstand, onder anderen van de graaf van Holland, van Renier I van Schoonvorst en van de schepenen van Sint-Truiden. Door de dreiging van de Truienaren ontvluchtten de monniken de abdij. Hij bepleitte zijn zaak bij de bisschop in Luik, bij de paus in Rome en in Keulen. Overleden op doorreis te Maastricht op 18 mei 1366. |
|                                                                          | Zacheus van Vrankenhoven                               | 1366 - 1391   | 46e abt. Voorheen koster van de abdij. Tijdens zijn abbatiaat vestigen zich verbannen Leuvenaars in Sint-Truiden. Overleden op 11 juli 1391. |
|                                                                          | Willem III, ook Willem van Ordingen                    | 1391 - 1401   | 47e abt. Werd tot abt gewijd door paus Bonifatius IX. Stelde het kanunnikaat in met 12 kanunniken, een voor elk altaar in de abdijkerk, waar zij de mis moesten opdragen. Liet drie klokken gieten. |
|                                                                          | Robert II van Rijkel                                   | 1401 - 1420   | 48e abt. Onder zijn leiding werd de Stapelpoort tot verdedigingsburcht ingericht. Overleden 31 augustus 1420. |
|                                                                          | Johannes III van Beesd                                 | 1420 - 1443   | 49e abt. Tijdens zijn abbatiaat gaven de monniken te kennen dat ze seculiere kanunniken willen worden. Overleden 3 januari 1443. |
|                                                                          | Hendrik van Koninksem                                  | 1443 - 1470   | 50e abt. Stichtte omstreeks 1448 het bogaardenklooster te Zepperen. Trad in 1469 wegens zijn hoge leeftijd terug. Overleden 29 juni 1470. |
|                                                                          | Arnold van Beringen                                    | 1469 - 1483   | 51e abt. Overleden 6 maart 1483. Schrijver van een deel van de Gesta abbatum trudonensium. |
|                                                                          | Antonius van Bergen, ook Antoon van Glymes-Bergen      | 1483 - 1516   | 52e abt. Na het overlijden van Arnold van Beringen was aanvankelijk Willem Geraerts tot abt verkozen, maar onder druk van Cornelius van Zevenbergen, tiendmeester van keizer Maximiliaan I in het Luikerland, namen de monniken Antonius aan als abt. Stond het ambt in 1516 af aan Willem van Brussel. Liet de abdij met grote schulden achter. Overleden in 1530. |
|                                                                          | Willem IV, of Willem van Brussel                       | 1516 - 1532   | 53e abt. Van eenvoudige komaf, maar goed onderlegd in geschiedenis, Diets, Frans, Latijn. Raadsman van Hendrik van Bergen, bisschop van Kamerijk. Monnik te Clervaux. Daarna rector van vrouwenklooster te Flines en abt van Sint-Amand, waarvan hij in 1519 afstand deed. Bracht monniken vanuit de abdij van Gembloers naar Sint-Truiden. Verbeterde de financiële positie van de abdij. Bouwheer abtskwartier en abdijmuur. Overleden te Leuven aan waterzucht op 19 november 1532 en pas na maanden overgebracht naar Sint-Truiden. |
|                                                                          | George Sarens                                          | 1532 - 1558   | 54e abt. Geboren ca. 1475 te Mechelen. Opgevoed te Boneffe, vanaf 1520 abt van Boneffe, vanaf 1532 coadjutor te Sint-Truiden. Het overlijden van Willem van Brussel werd door zijn dienaren geheim gehouden om George Sarens de gelegenheid te geven zich als abt in te werken. Wordt gedwarsboomd door Rutger Vrancken, die uiteindelijk proost wordt. Brengt monniken mee uit Boneffe. Onderneemt diverse verbouwingen. Overleden 3 april 1558. |
|                                                                          | Christoffel Blocqueryen van Terlamen                   | 1558 - 1586   | 55e abt. Reeds in 1557 in tegenwoordigheid van George Sarens gekozen tot abt. |
|                                                                          | Leonard Betten                                         | 1586 - 1607   | 56e abt. |
|                                                                          | Remi I Watzon                                          | 1607 - 1612   | 57e abt. |
|                                                                          | Hubert I Germeys                                       | 1612 - 1638   | 58e abt. In 1613 werd een onderzoek naar hem ingesteld in opdracht van de pauselijke nuntius te Keulen. De uitkomst van het onderzoek, dat geleid werd door proost Engelbert Boonen van het kapittel van Sint-Servaas in Maastricht, is niet bekend. |
| Wapensteen Hubert van Sutendael, kasteel van Nieuwenhoven (Sint-Truiden) | Hubert II van Suetendael                               | 1638 - 1663   | 59e abt. Bouwheer barok portaal en kasteel van Nieuwenhoven. |
|                                                                          | Michel van der Smissen                                 | 1663 - 1679   | 60e abt. Hij was abt tijdens de Hollandse Oorlog. |
|                                                                          | Servais Foullon                                        | 1679          | 61e abt. Schrijver van de kroniek van de abdij Sint-Truiden (1558-1679) |
|                                                                          | Benedictus Mannaerts                                   | 1679-1690     | 62e abt. |
|                                                                          | Maurus van der Heyden                                  | 1690-1730     | 63e abt. Studeerde aan de Universiteit Leuven (1425-1797). Tijdens zijn abbatiaat werd de abdij geconfronteerd met stijgende schulden en in 1710 kwam de abt in conflict met de prinsbisschop van Luik. |
|                                                                          | Ammandus Vandereycken                                  | 1730-1751     | 64e abt. |
|                                                                          | Joseph van Herck                                       | 1751-1780     | 65e abt. Was afkomstig uit Sint-Truiden en studeerde aan de Universiteit Leuven. Verbouwde het abdijcomplex aanzienlijk, waardoor de structuur ervan veranderde. Waar voordien de abdijkerk centraal in het complex stond, stond na de verbouwingen in een classicistische visie de binnenkoer centraal. Als abt was hij veelal afwezig in de abdij en groeide de spanningen tussen de abt en de prinsbisschop van Luik. |
|                                                                          | Remi II Mottaer                                        | 1780-1789     | 66e abt. Afkomstig uit Heers en volgde theologie aan de Universiteit Leuven. Sinds 1770 was Remi reeds prior van de abdij en nam de taken van abt Joseph van Herck over bij diens afwezigheid. Als abt zette hij de renovatiewerken van de abdij verder. |
|                                                                          | Eucherius Knaepen                                      | 1789-1794     | 67e abt. Geboren in Lummen en studeerde theologie aan de Universiteit Leuven. Op 7 december 1789 werd hij verkozen tot abt, maar kon door politieke strubbelingen pas op 1 september 1790 tot abt gewijd worden. Tijdens de strubbelingen moest hij vluchtten naar Brabant. Op 14 januari 1791 keerde hij terug naar Sint-Truiden en hield hij zijn Blijde Intrede in de stad. Op 26 juni 1794 vluchtte hij definitief uit Sint-Truiden. Sindsdien stond de abdij leeg en door de wet van 25 november 1797 werden alle religieuze orden opgeheven. |